# Железная дорога Мельбурн — Аделаида
Железная дорога Мельбурн — Аделаида — железнодорожный коридор между городами Мельбурн, Виктория и Аделаида, Южная Австралия. Имеет европейскую колею, основной объём трафика — грузовой, хотя самым известным поездом линии является курсирующий дважды в неделю The Overland (единственный на маршруте с собственным наименованием).

## История
Во второй половине XIX века железнодорожные сети Виктории и Южной Австралии были значительно расширены. Главная линия Южной Австралии — линия Аделаида — Вулзли была соединена с Викторианской системой близ Сервистона в 1887 году, став таким образом первой межколониальной транспортной артерией в Австралии.

## Перевод на европейскую колею и смена маршрута
В 1995 году линия была переведена на стандартную (европейскую) колею. Одновременно с этим был изменён участок маршрута между Мельбурном и Араратом с целью включения в него индустриального пригорода Джилонга Норт-Шор и поселения Кресси.
Идея о переводе линии на европейскую колею была впервые озвучена в 1983 году: два крупнейших оператора — VicRail и Australian National — в то время называли различные суммы и предлагали различные маршруты, в том числе через Сервистон и Арарат, либо через Пиннару, Ойен и Мэриборо.

## Путь и колея
На всём своём протяжении линия имеет лишь один путь; через каждые 15-45 км расположены разъезды. Близ Мельбурна имеется участок с совмещённой колеёй.
Некоторые ответвления также были переведены на европейскую колею.